# Julien Gauthier
Julien Gauthier, född 15 oktober 1997, är en kanadensisk professionell ishockeyforward som spelar för Ottawa Senators i National Hockey League (NHL).
Han har tidigare spelat för Carolina Hurricanes och New York Rangers i NHL; Charlotte Checkers och Hartford Wolf Pack i American Hockey League (AHL) samt Foreurs de Val-d'Or och Saint John Sea Dogs i Ligue de hockey junior majeur du Québec (LHJMQ).
Gauthier draftades av Carolina Hurricanes i första rundan i 2016 års draft som 21:a spelare totalt.
Han är släkt med Denis Gauthier.

## Statistik
| 2011–2012    | Royal de Montréal                  |              | 25  | 20  | 13  | 33  | 20  | —  | —  | —  | —  | —  |
|              | Royal de Montréal du midget espoir |              | 1   | 0   | 1   | 1   | 2   | —  | —  | —  | —  | —  |
| 2012–2013    | Rousseau Royal de Laval-Montréal   | LHMAAAQ      | 42  | 12  | 20  | 32  | 30  | 17 | 3  | 8  | 11 | 6  |
| 2013–2014    | Foreurs de Val-d'Or                | LHJMQ        | 62  | 8   | 21  | 29  | 19  | 24 | 0  | 7  | 7  | 2  |
| 2014–2015    | Foreurs de Val-d'Or                | LHJMQ        | 68  | 38  | 35  | 73  | 46  | 17 | 5  | 5  | 10 | 6  |
| 2015–2016    | Foreurs de Val-d'Or                | LHJMQ        | 54  | 41  | 16  | 57  | 24  | 6  | 2  | 3  | 5  | 8  |
| 2016–2017    | Foreurs de Val-d'Or                | LHJMQ        | 23  | 7   | 20  | 27  | 22  | —  | —  | —  | —  | —  |
|              | Saint John Sea Dogs                | LHJMQ        | 20  | 10  | 14  | 24  | 18  | 16 | 11 | 6  | 17 | 13 |
| 2017–2018    | Charlotte Checkers                 | AHL          | 65  | 16  | 9   | 25  | 24  | 8  | 1  | 1  | 2  | 2  |
| 2018–2019    | Charlotte Checkers                 | AHL          | 75  | 27  | 14  | 41  | 57  | 17 | 5  | 3  | 8  | 10 |
| 2019–2020    | Carolina Hurricanes                | NHL          | 5   | 0   | 1   | 1   | 6   | —  | —  | —  | —  | —  |
|              | Charlotte Checkers                 | AHL          | 44  | 26  | 11  | 37  | 34  | —  | —  | —  | —  | —  |
|              | New York Rangers                   | NHL          | 12  | 0   | 2   | 2   | 2   | 3  | 0  | 0  | 0  | 0  |
| 2020–2021    | New York Rangers                   | NHL          | 30  | 2   | 6   | 8   | 14  | —  | —  | —  | —  | —  |
| 2021–2022    | New York Rangers                   | NHL          | 49  | 3   | 4   | 7   | 8   | —  | —  | —  | —  | —  |
| 2022–2023    | New York Rangers                   | NHL          | 40  | 6   | 3   | 9   | 4   | —  | —  | —  | —  | —  |
|              | Hartford Wolf Pack                 | AHL          | 4   | 2   | 0   | 2   | 2   | —  | —  | —  | —  | —  |
|              | Ottawa Senators                    | NHL          | 17  | 3   | 2   | 5   | 2   | —  | —  | —  | —  | —  |
| NHL totalt   | NHL totalt                         | NHL totalt   | 153 | 14  | 18  | 32  | 36  | 3  | 0  | 0  | 0  | 0  |
| AHL totalt   | AHL totalt                         | AHL totalt   | 188 | 71  | 34  | 105 | 117 | 25 | 6  | 4  | 10 | 12 |
| LHJMQ totalt | LHJMQ totalt                       | LHJMQ totalt | 227 | 104 | 106 | 210 | 129 | 63 | 18 | 21 | 39 | 29 |

### Internationellt
| Källa: Uppdaterad: 2019-10-13 | Källa: Uppdaterad: 2019-10-13 | Källa: Uppdaterad: 2019-10-13 |         | Utv = Utvisningsminuter | Utv = Utvisningsminuter | Utv = Utvisningsminuter | Utv = Utvisningsminuter | Utv = Utvisningsminuter |
| År                            | Lag                           | Mästerskap                    | Matcher | Mål                     | Assists                 | Poäng                   | Utv                     |                         |
| ----------------------------- | ----------------------------- | ----------------------------- | ------- | ----------------------- | ----------------------- | ----------------------- | ----------------------- | ----------------------- |
| 2016                          | Kanada                        | JVM                           | 5       | 0                       | 2                       | 2                       | 0                       |                         |
| 2017                          | Kanada                        | JVM                           | 7       | 5                       | 2                       | 7                       | 2                       |                         |
| Junior totalt                 | Junior totalt                 | Junior totalt                 | 12      | 5                       | 4                       | 9                       | 2                       |                         |